# Yoshimaro Yamashina
Yoshimaro Yamashina (山階 芳麿, Yamashina Yoshimaro) (Tóquio, 5 de julho de 1900 — Tóquio, 28 de janeiro de 1989) foi um famoso ornitologista japonês.

## Biografia
Nascido em Tóquio, Yoshimaro era o segundo filho do Príncipe Kikumaro Yamashina, descendente do Imperador Ninko, e deteve o título de marquês. Desde cedo, criou amor pelo pássaros. Após deixar o serviço no exército imperial japonês, que era uma tradição familiar, ele graduou-se em zoologia pela Universidade de Tóquio, aos vinte e três anos. Seu principal interesse era a taxonomia biogeográfica dos pássaros do Japão.
Também colecionou pássaros de outras regiões, tais como as Ilhas Curilas, Sacalina, Coreia, Manchúria, Micronésia e o sul da Ásia. À época, ele acumulou cerca de trinta mil pássaros empalhados e trinta mil livros. Em 1932, Yoshimaro construiu um museu privado em sua residência em Tóquio, onde abrigou toda sua coleção, que mais tarde viria a ser o Instituto Yamashina de Ornitologia. Atualmente, o acervo é formado por 60 mil itens.
Insatisfeito com a taxonomia morfológica, Yoshimaro procurou um critério mais objetivo em citogenética comparativa. Ele realizou experimentos de cruzamento para determinar as afinidades taxonômicas através de níveis de fertilidade de híbridos F1. Ao lado do professor Kan Oguma da Universidade de Hokkaido, Yoshimaro desenvolveu a técnica de análise de cariótipos aviários.
O estudo de Yamashina de cromossomos de pássaros foi publicado em 1949, sob o título Animal Taxonomy based on Cytology, que ganhou o prêmio da Sociedade Genética do Japão no ano seguinte.
Depois de 1948, Yoshimaro Yamashina dirigiu seu foco à proteção dos pássaros. Ele convidou o BirdLife International para realizar sua Conferência Mundial no Japão, em 1960. O evento recebeu apoio do governo japonês e de pessoas interessadas. O ornitologista acabou mais tarde ocupando os cargos de presidente da Seção da Ásia Continental da BirdLife International e de vice-presidente da própria organização, tendo feito grandes contribuições.
No ano de 1977, recebeu o Prêmio Jean Delacour. No ano seguinte, foi-lhe conferida a Ordem da Arca Dourada, pelo World Wide Fund for Nature.
Em 1986, tornou-se membro honorário da British Ornithologists' Union (BOU).

## Lista de trabalhos
Abaixo está uma lista incompleta dos trabalhos e livros feitos por Yoshimaro Yamashina:
- The Birds of the Shizuoka Prefecture (1924)
- How to Breed Fancy Birds (1926)
- A natural history of Japanese birds (1933)
- Birds of Japan and their Ecology (1934)
- Handlist of Japanese Birds (1942)
- Bird Calendar (1948)
- Animal Taxonomy based on Cytology (1949)
- Save these birds. The Red Book of Endangered Japanese Birds (1975)
- Birds in Japan: A Field Guide (1982)